# CFGE-FM
CFGE-FM, mieux connu sous le nom de Rythme 93.7/98.1 est une station de radio commerciale située dans la ville de Sherbrooke, Québec appartenant à Cogeco et diffusant à la fréquence 93,7 MHz avec une puissance de 5 000 watts à Sherbrooke et à la fréquence 98,1 MHz avec une puissance de 900 watts à Magog.
Elle fait partie du réseau Rythme FM.

## Historique
Cogeco Radio-Télévision inc. a obtenu sa licence pour CFGE-FM le 2 juillet 2003 et la station est entrée en ondes le 14 juillet 2004, qui s'est joint au réseau Rythme FM en Estrie grâce à ses deux antennes. Les studios sont situés au 4020, boul. de Portland, Sherbrooke, avec ceux de la station-sœur CKOY-FM 107,7.
À la suite de l'achat des stations Corus Québec par Cogeco annoncé le 30 avril 2010 sous approbation du CRTC, l'avenir de CFGE-FM est incertain étant donné que les règles du CRTC permet un maximum de deux stations par le même propriétaire sur la bande FM dans le même marché et la même langue. Cogeco possédait déjà CFGE-FM 93,7 alors que Corus possédait CKOY-FM 104,5 (CKOI) et CHLT-FM 107,7 (Souvenirs Garantis), et comme condition de licence, l'une de ces trois stations devrait être vendue. Après avoir fait un échange d'affiliation entre le 107,7 (devenu CKOY-FM) et le 104,5 (devenu CJTS-FM), cette dernière a été mise en vente, puis fermée. CFGE-FM et CKOY-FM ont été conservés.

## Programmation
La programmation de Rythme FM Estrie provient de Sherbrooke tous les jours de la semaine de 6 h à 11 h 30, et de 13 h à 20 h ainsi que les week-ends de 11 h à 16 h samedi et dimanche.
Le reste de la programmation (heure du midi, soirs et nuits) provient de Montréal, en réseau sur le réseau Rythme FM.

## Animateurs de Rythme FM Estrie

### 2014 - 2015
- Sébastien Bouchard et Valérie Girard (Le Matin, tout est possible) (Parti pour l'été)
- Isabelle David (Rythme au travail)
- Francisco Randez (Le Dimanche, c'est le bonheur) (Été 80 - 90)
- Véronique Cloutier (Le Véro Show)
- Philippe Pépin (Weekend 80 - 90) (Le Party Musical !) (Côté Soleil) (Souriez, c'est l'été)
- Denis Fortin (La musique du 6 à 8) (La terrasse du 6 à 8) (Weekend 80 - 90)
- Bruno Morissette (À la poursuite du bonheur)
- Geneviève Dempsey (À la poursuite du bonheur) (Soirs d'été)
- Michel Lafrance (Les Weekend à Michel)
- Émilie Brassard (Le 6 à 9 Café)
- Marie Andrée Amel (À la poursuite du bonheur (Weekend)) (Soirs d'été (Weekend))
- Éric Dufresne (Soirs d'été (Weekend))

### 2015 - 2016
- Sébastien Bouchard et Valérie Girard (Rythmez vos matins)
- Isabelle David (Rythme au travail)
- Francisco Randez (Le Dimanche, c'est le bonheur)
- Mitsou Gélinas & Sébastien Benoit (Mitsou & Sébastien)
- Véronique Cloutier & Marie Soleil Michon (Le Véro Show)
- Philippe Pépin (Weekend 80 - 90) (Le Party Musical !) (Souriez, c'est samedi)
- Denis Fortin (La musique du 6 à 8)
- Bruno Morissette (À la poursuite du bonheur)
- Michel Lafrance (Les Weekend à Michel)
- Julie Desjardins (Le 6 à 9 Café)
- Marie Andrée Amel (À la poursuite du bonheur (Weekend))

### 2016-2017
- Sébastien Bouchard et Valérie Girard (Rythmez vos matins)
- Sébastien Bouchard et Isabelle Perron (Rythmez vos matins)
- Sébastien Benoit (Mitsou et Sébastien)
- Isabelle David (Rythme au travail)
- Mitsou Gélinas (Mitsou et Sébastien)
- Patrick Marsolais (Le show du retour)
- Marie-Soleil Michon (Le show du retour)
- Denis Fortin (La musique du 6 à 8)
- Francisco Randez (Le dimanche, c'est le bonheur)
- Michel Lafrance (Les weekends à Michel)
- Julie Desjardins (Le 6 à 9 Café!)
- Philippe Pépin (Weekend 80-90!; Le Party musical!; Souriez, c'est samedi)
- Marie-Andrée Hamel (Soirées de bonheur)
- Francis Gilbert (Soirées de bonheur)

### 2017-2018
- Sébastien Bouchard et Isabelle Perron (Bonjour l'Estrie)
- Isabelle David (Rythme au travail)
- Mitsou Gélinas (Mitsou et Jean-Philippe)
- Jean-Philippe Dion (Mitsou et Jean-Philippe)
- Marie-Soleil Michon (Des hits dans l'traffic)
- Sébastien Benoit (Des hits dans l'trafic)
- Denis Fortin (La Playlist)
- Stéphane Richard (Soirée à votre rythme)
- Michel Lafrance (Les weekend à Michel)
- Marie-Andrée Hamel (Soirée à votre rythme WEEKEND )
- Julie Desjardins (Showbizz Weekend)
- François Fortin (25 ans de hits; Le Party Dance; Les hist 90 - 2000)
- Nadia Bilodeau (Dimanche 90)